# 来瑞特韦
来瑞特韦（英語：Leritrelvir，研发代号：RAY1216），商品名乐睿灵，是一种抗病毒药物，具有3C样蛋白酶抑制剂作用。该药物由中国大陆研发并获批用于治疗新冠感染（COVID-19）。